# 652
652 (DCLII) var ett skottår som började en söndag i den julianska kalendern.

## Händelser

### Okänt datum
- Khazarerna bildar en självständig stat.
- Rodoald efterträder sin far Rothari som kung över langobarderna.

## Födda
- Chlothar III, frankisk kung av Neustrien och Burgund 657–673 samt av Austrasien 662 (född omkring detta år)
- Dagobert II, frankisk kung av Austrasien 676–679 (född omkring detta år eller 650)
- Theoderik III, frankisk kung av Neustrien och Burgund 675–679 samt av Frankerriket 679–691 (född omkring detta år eller 657)

## Avlidna
- Rothari, langobardisk kung.